# Dobrynia Nikititch

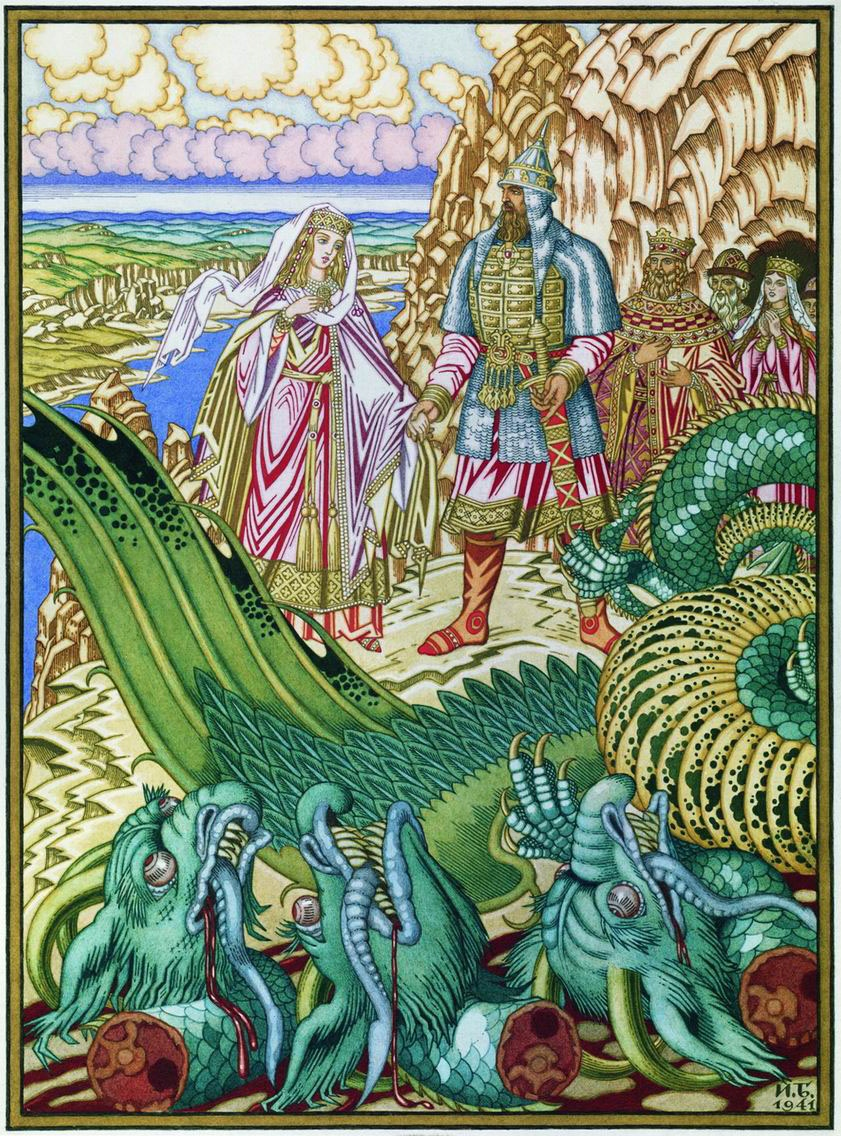
Dobrynia Nikititch sauve Zabava Poutiatitchna du dragon Gorynytch (Bilibine, 1941).

Dobrynia Nikititch (en russe : Добрыня Никитич) est un bogatyr, c'est-à-dire un chevalier médiéval russe.
Il est décrit dans des poèmes comme un tueur de dragons qui vainquit et tua, grâce à son courage, le dragon Gorynitch. Il est représentatif de la classe de guerriers nobles car il joue de la musique, joue aux échecs, tire à l'arc et pratique la lutte. 
Les historiens[Qui ?] pensent que ce personnage dérive du réel chef de guerre slave Dobrynia, qui dirigea les armées de Sviatoslav le Brave et instruisit son fils, Vladimir le Grand.[réf. nécessaire]

## Dans l'art pictural

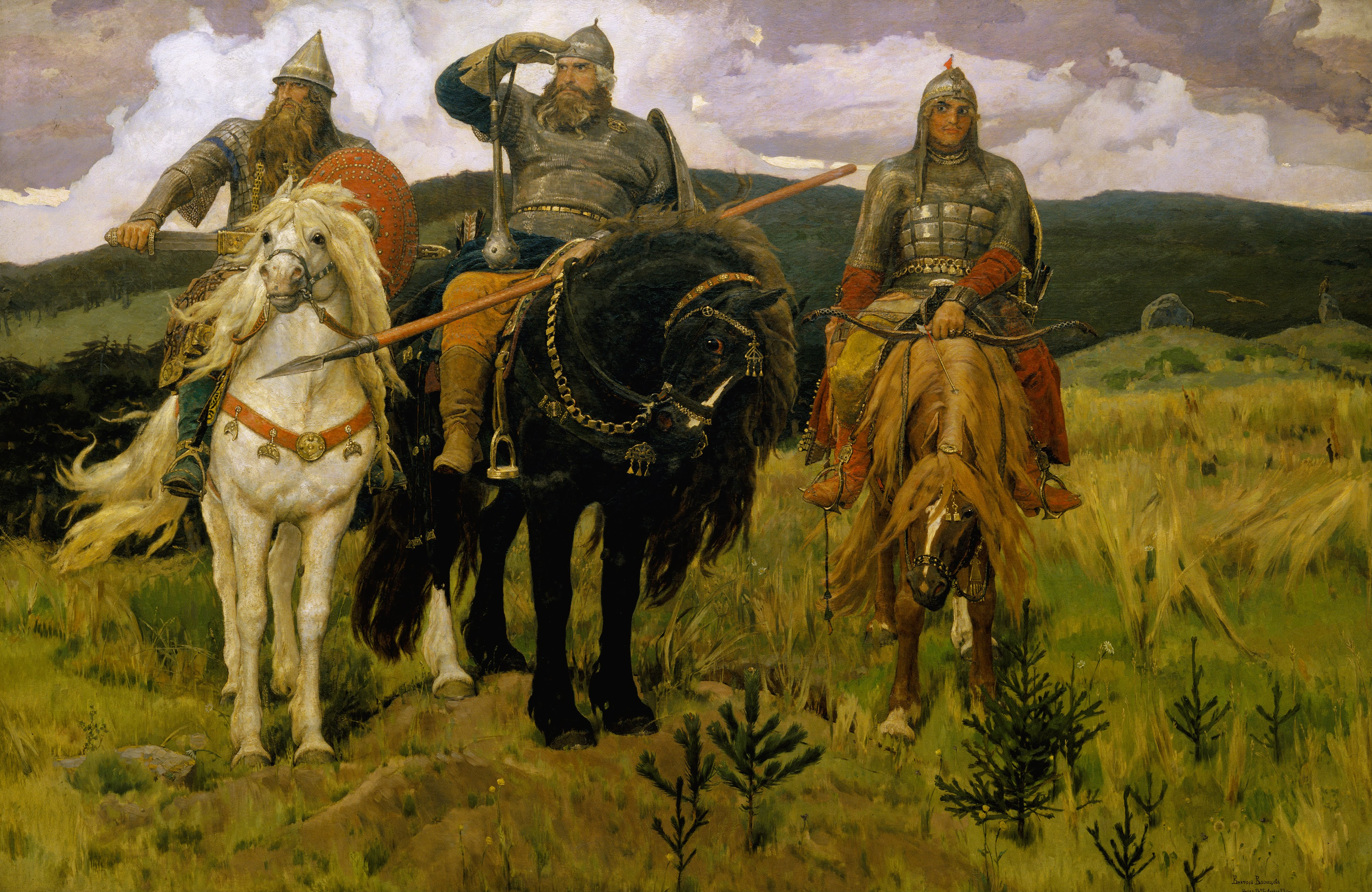
Les Bogatyrs.De gauche à droite : Dobrynya Nikititch, Ilia Mouromets et Aliocha Popovitch.

Il est l'un des trois personnages représentés dans une célèbre peinture de Viktor Vasnetsov, Les Bogatyrs. Il y est peint aux côtés d'Aliocha Popovitch et d'Ilya Mouromets.

## Hommages
Après l'opération policière du 18 novembre 2015 à Saint-Denis, la Russie a offert à la France un chien nommé Dobrynia en référence à Dobrynia Nikititch.[pertinence contestée]